# Município de Oxford (condado de Tuscarawas, Ohio)
O município de Oxford (em inglês: Oxford Township) é um município localizado no condado de Tuscarawas no estado estadounidense de Ohio. No ano de 2010 tinha uma população de 4.964 habitantes e uma densidade populacional de 76,91 pessoas por km².

## Geografia
O município de Oxford encontra-se localizado nas coordenadas 40° 15′ 49″ N, 81° 34′ 47″ O. Segundo a Departamento do Censo dos Estados Unidos, o município tem uma superfície total de 64.54 km², da qual 63,85 km² correspondem a terra firme e (1,06 %) 0,69 km² é água.

## Demografia
Segundo o censo de 2010, tinha 4.964 habitantes residindo no município de Oxford. A densidade populacional era de 76,91 hab./km². Dos 4.964 habitantes, o município de Oxford estava composto pelo 96,13 % brancos, o 1,43 % eram afroamericanos, o 0,22 % eram amerindios, o 0,26 % eram asiáticos, o 0,4 % eram de outras raças e o 1,55 % eram de uma mistura de raças. Do total da população o 1,03 % eram hispanos ou latinos de qualquer raça.